# پالوسکو
پالوسکو (به ایتالیایی: Palosco) یک کومونه در ایتالیا است که در استان برگامو واقع شده‌است.

## خصوصیات
پالوسکو ۱۰٫۴ کیلومترمربع مساحت و ۵٬۳۵۳ نفر جمعیت دارد و ۱۵۷ متر بالاتر از سطح دریا واقع شده‌است.